# Schloss Weißenstein (Württemberg)

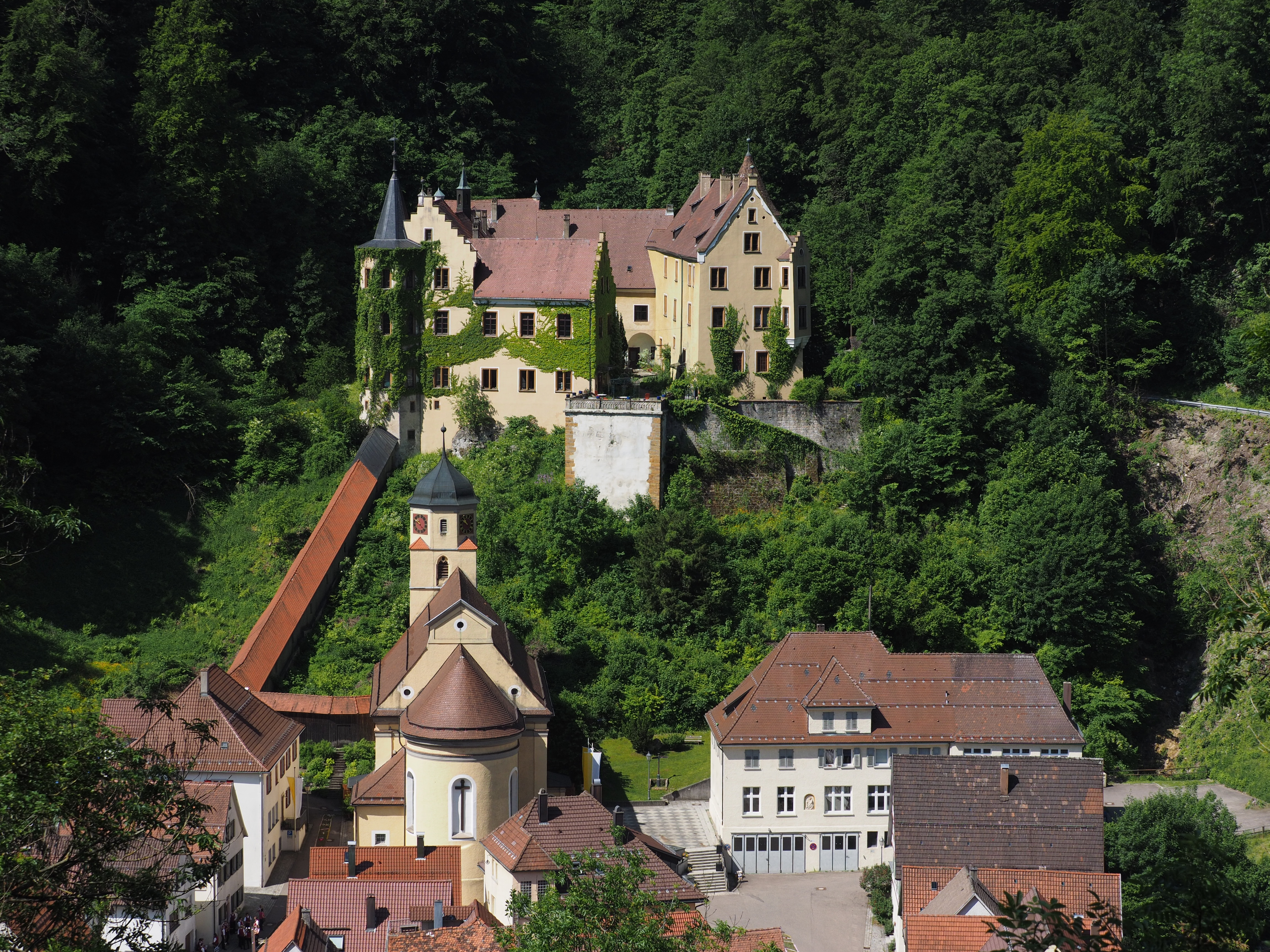
Schloss Weißenstein, links ist der überdachte Kirchgang zu sehen

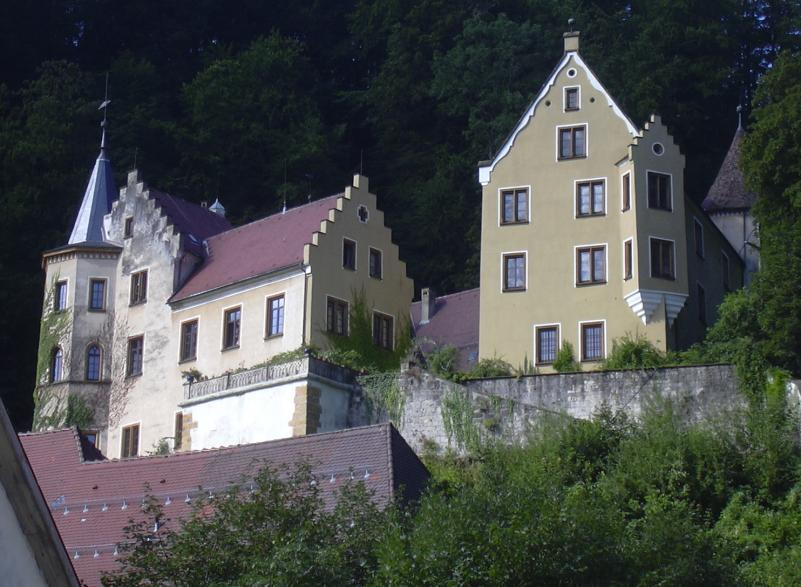
Ansicht vom Stadtinneren aus

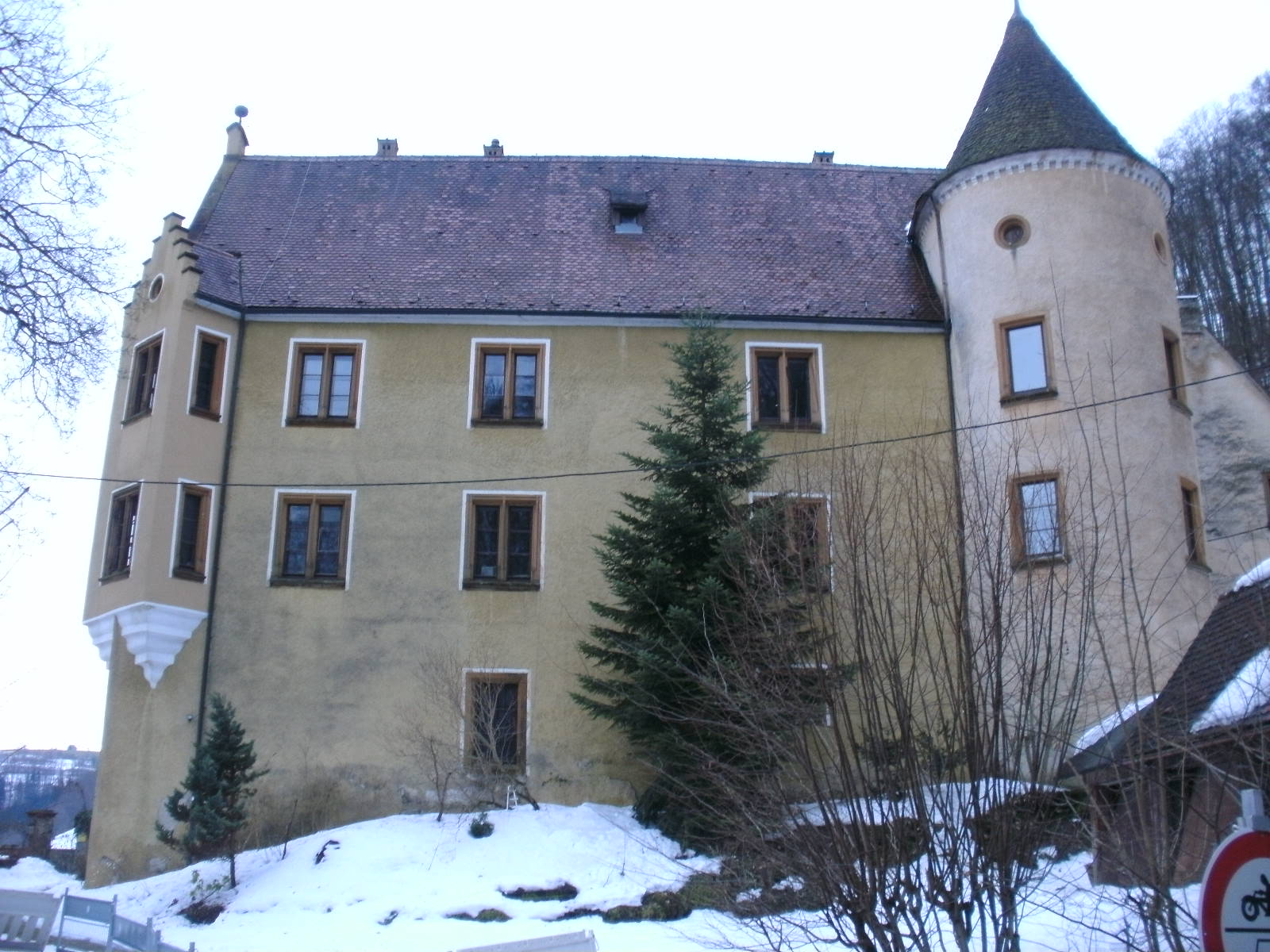
Das Schloss vom Westen gesehen

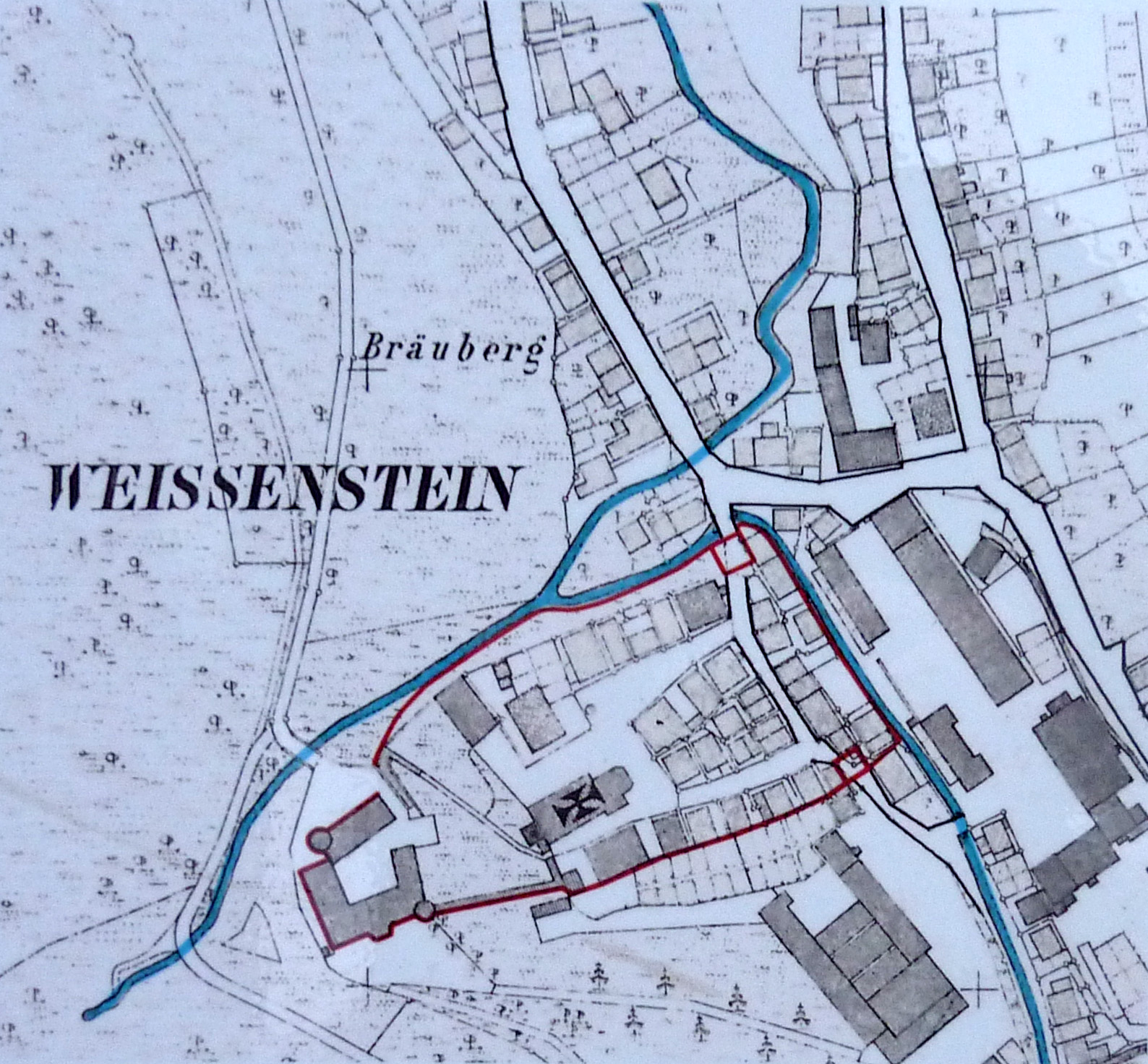
Ehemalige Befestigung der Stadtburg

Das Schloss Weißenstein steht im Ortsteil Weißenstein von Lauterstein im Landkreis Göppingen in Baden-Württemberg.

## Geschichte
Im Jahre 1241 wurde zum ersten Mal eine Burg auf dem Bergvorsprung genannt. Von der Burg sind jedoch keine Reste mehr erhalten. Heute steht an dieser Stelle das Weißensteiner Schloss, welches Sitz der gleichnamigen Herrschaft Weißenstein war.
Weißenstein war eine Stadtburg, bei der Ort und Burg eine gemeinsame Befestigung hatten. Davon ist nur noch die südliche Schenkelmauer zwischen Schloss und Pfarrkirche mit dem überdachten Kirchgang erhalten. Ein Stich von Matthäus Merian von 1643 zeigt noch die Gesamtanlage.
Die heutige Anlage stammt aus dem 15. Jahrhundert. Erwähnt ist sie am 18. Juni 1548, als sich Georg III. von Rechberg und Staufeneck und Weißenstein zu Kronburg-Kellmünz († 1574) im Schlosshof zu Weißenstein huldigen lässt. Im 17. Jahrhundert wurden unter Graf Wolf Konrad von Rechberg († 1617) die Staffelgiebel, Türme, Erker und Galerien erbaut. Bevor Graf Otto Ulrich von Rechberg und Rothenlöwen 1865 in das Schloss einzog, wurden große Umbauten vorgenommen. Der Tafelbau, ein vorspringendes, zweistöckiges Gebäude, wurde abgerissen und auf dessen Unterbau eine Terrasse angelegt.
Ein achteckiger Turm zur Verteidigung des verdeckten Ganges zur Kirche hinab befindet sich in der Südostecke. In der Südwand ist das in drei Seiten des Achtecks vorspringende Chörlein der Schlosskapelle untergebracht. Die Kapelle wurde erstmals 1471 erwähnt. Der überwölbte Kapellenraum wurde vermutlich um 1700 barock eingerichtet. Darauf deutet der Altar mit dem Allianzwappen von Rechberg und Bömelberg hin. 1877 wurde die Kapelle im neugotischen Stil letztmals renoviert. Der Nordflügel hat an der Nordostecke einen Erker und in der Nordwestecke einen dicken runden Turm, der den Eingang überwacht.
1941 wurde das Schloss Weißenstein ein Zwangswohnheim für Jüdinnen und Juden. Von den 60 Menschen, die dort wohnen müssten, haben nur drei den Holocaust überlebt. Heute steht dort eine Gedenktafel.

## Heutige Nutzung
1971 ging das Schloss aus dem Besitz Albert Germanus Graf von Rechberg und Rothenlöwens an den Mikrofotografen Manfred P. Kage, der dort ein Institut für wissenschaftliche Fotografie und ein Museum einrichtete und das Schloss renovieren ließ. Das Schloss ist seit 1997 eine Sehenswürdigkeit an der Straße der Staufer. Teile des Schlosses, die Kapelle und das Museum können mit Gruppen nach Anmeldung besichtigt werden. Genaueres hierzu findet sich auf der Homepage des Schlosses.